# Robert Moevs
Robert Walter Moevs, né le 2 décembre 1920 à La Crosse, dans le Wisconsin – mort le 10 décembre 2007 à Hillsborough, au New Jersey, est un compositeur et pianiste américain. Il a été l’élève de Walter Piston et Nadia Boulanger.

## À noter
Piotr Janowski a créé son Introduction et Presto pour trio avec piano en 1980.

## Discographie
Le label New World Records a publié quelques-unes de ses œuvres.